# Haudricourt
Haudricourt és un municipi francès situat al departament del Sena Marítim i a la regió de Normandia. L'any 2007 tenia 455 habitants.

## Demografia

### Població
El 2007 la població de fet de Haudricourt era de 455 persones. Hi havia 184 famílies de les quals 48 eren unipersonals (24 homes vivint sols i 24 dones vivint soles), 60 parelles sense fills, 72 parelles amb fills i 4 famílies monoparentals amb fills.
La població ha evolucionat segons el següent gràfic:
Habitants censats

### Habitatges
El 2007 hi havia 227 habitatges, 182 eren l'habitatge principal de la família, 33 eren segones residències i 12 estaven desocupats. 226 eren cases i 1 era un apartament. Dels 182 habitatges principals, 153 estaven ocupats pels seus propietaris, 22 estaven llogats i ocupats pels llogaters i 7 estaven cedits a títol gratuït; 7 tenien dues cambres, 27 en tenien tres, 46 en tenien quatre i 102 en tenien cinc o més. 118 habitatges disposaven pel capbaix d'una plaça de pàrquing. A 87 habitatges hi havia un automòbil i a 76 n'hi havia dos o més.

### Piràmide de població
La piràmide de població per edats i sexe el 2009 era:
| Homes | Edats   | Dones |
| ----- | ------- | ----- |
| 0     | 95 o +  | 0     |
| 0     | 90 a 94 | 0     |
| 0     | 85 a 89 | 8     |
| 0     | 80 a 84 | 0     |
| 12    | 75 a 79 | 20    |
| 24    | 70 a 74 | 0     |
| 12    | 65 a 69 | 20    |
| 8     | 60 a 64 | 12    |
| 16    | 55 a 59 | 12    |
| 8     | 50 a 54 | 8     |
| 16    | 45 a 49 | 8     |
| 20    | 40 a 44 | 20    |
| 24    | 35 a 39 | 20    |
| 24    | 30 a 34 | 16    |
| 0     | 25 a 29 | 12    |
| 16    | 20 a 24 | 4     |
| 12    | 15 a 19 | 12    |
| 4     | 10 a 14 | 24    |
| 20    | 5 a 9   | 12    |
| 12    | 0 a 4   | 8     |

## Economia
El 2007 la població en edat de treballar era de 265 persones, 201 eren actives i 64 eren inactives. De les 201 persones actives 184 estaven ocupades (108 homes i 76 dones) i 17 estaven aturades (5 homes i 12 dones). De les 64 persones inactives 20 estaven jubilades, 20 estaven estudiant i 24 estaven classificades com a «altres inactius».

### Ingressos
El 2009 a Haudricourt hi havia 193 unitats fiscals que integraven 489 persones, la mediana anual d'ingressos fiscals per persona era de 14.997 €.

### Activitats econòmiques
Dels 11 establiments que hi havia el 2007, 1 era d'una empresa de fabricació d'altres productes industrials, 3 d'empreses de construcció, 2 d'empreses de transport, 3 d'empreses d'hostatgeria i restauració, 1 d'una empresa immobiliària i 1 d'una empresa classificada com a «altres activitats de serveis».
Dels 5 establiments de servei als particulars que hi havia el 2009, 2 eren paletes, 1 guixaire pintor, 1 fusteria i 1 restaurant.
L'any 2000 a Haudricourt hi havia 31 explotacions agrícoles que ocupaven un total de 1.632 hectàrees.

## Equipaments sanitaris i escolars
El 2009 hi havia una escola elemental integrada dins d'un grup escolar amb les comunes properes formant una escola dispersa.

## Poblacions més properes
El següent diagrama mostra les poblacions més properes.